# Heidi Wittlinger
Heidi Wittlinger (* 30. November 1978 in Stuttgart) ist eine deutsche Regisseurin, Illustratorin und Animatorin.

## Leben
Heidi Wittlinger absolvierte nach ihrem Abitur am Otto-Hahn-Gymnasium Nagold 1997 Praktika in Nagold, Stuttgart und in Binyamina, Israel. Ab Oktober 1998 studierte sie an der Filmakademie Baden-Württemberg Animation. Mit Arvid Uibel (1976–2000) und Chris Stenner begann sie Ende 1999 im Rahmen des Studiums die Arbeit am teilweise computeranimierten Stop-Motion-Kurzfilm Das Rad. Sie arbeiteten mit einem Framegrabber, den sie nur für sechs Wochen zur Verfügung hatten und animierten den Film daher abwechselnd in Schichten. Als der Film vor der Postproduction stand, verstarb Uibel überraschend. Stenner und Wittlinger entschieden sich nach mehreren Monaten, den Film fertigzustellen. Die widmeten ihn Uibel mit der Zeile „für Arvid“. Das Rad war im Mai 2001 fertiggestellt. Stenner und Wittlinger wurden für den Film für einen Oscar in der Kategorie „Bester animierter Kurzfilm“ nominiert.
Wittlinger beendete ihr Studium 2004. Sie arbeitete anschließend als Regisseurin am Studio Aka in London und ist inzwischen als selbständige Designerin, Illustratorin und Animatorin tätig. Unter anderem schuf sie für Trixter die Figur Oki im Kinderfilm Das Wunder von Loch Ness. Die erfolgreichen Apps Kleiner Fuchs Kinderlieder und Schlaf gut kreierte sie mit Shape Minds Berlin. Schlaf gut wurde 2012 auch als Bilderbuch veröffentlicht.
Wittlinger ist mit dem Politiker, Publizisten und Werbefachmann Sebastian Turner verheiratet. Das Paar hat drei gemeinsame Kinder sowie einen Sohn aus Turners erster Ehe.

## Filmografie
- 1998: Lockvogel
- 1999: Headless
- 1999: Ei
- 2001: Das Rad
- 2001: Ein Weihnachtsmärchen
- 2004: Sheepless
- 2004: No Limits
- 2005: Kater
- 2007: Die drei Räuber
- 2008: Jasper und das Limonadenkomplott
- 2008: Das Wunder von Loch Ness

## Auszeichnungen
- 2002: Spezialpreis der Jury und Special First Animation Award des Anima Mundi Animation Festivals für Das Rad
- 2002: Bester Studenten-/Abschlussfilm, Festival d’Animation Annecy für Das Rad
- 2002: Publikumspreis, Sweden Fantastic Film Festival, für Das Rad
- 2002: Hasso, Bunter Hund – Internationales Kurzfilmfest München, für Das Rad
- 2003: Oscarnominierung, Bester animierter Kurzfilm, für Das Rad